# Новая дамба (Казань)
Новая дамба (тат. ياڭا دامبىٰ — Яңа дамбы, Jaꞑa damʙь) — дамба и элемент улично-дорожной сети в Казани до 1957 года.

## География
Новая дамба представляла собой трёхкилометровую шоссейную дорогу, соединявшую Дальнее Устье через остров Вороний Куст с Посадской улицей (с 1955 года – улица Тази Гиззата).
До революции и в первые годы советской власти административно относилась ко 2-й части города; после введения в городе административных районов относилась к Сталинскому (с 1956 года Приволжскому, 1935–1942, 1956–1957) и Дзержинскому (1942–1956) районам.

## История
Новая дамба была построена в конце XIX века с целью соединить пристани Дальнего Устья непосредственно с центром Казани; ранее попасть в центр Казани с Устьинских пристаней можно было только через Адмиралтейскую слободу, по так называемой Старой (или Волжской) дамбе. Не позднее второй половины 1920-х гг. по дамбе была проложена железнодорожная ветка из района казанского ж\д вокзала.
Во второй половине 1930-х годов в районе Новой дамбы предполагалось построить предприятия пищевой промышленности: комбикормовый завод, мельничный комбинат, а также перенести сюда макаронную фабрику, уксусный и пивоваренный заводы и некоторые другие пищевые предприятия.
В первой половине 1950-х годов на Новой дамбе находились столовая № 2, овощная база № 6, склад № 1 Казгортопа, склад конторы материально-технического снабжения городского управления по строительству сооружений инженерной защиты. В послевоенное время была открыта начальная школа № 96.
В 1957 году, после заполнения Куйбышевского водохранилища, значительная часть территории между центром Казани и Волгой оказалась затоплена, а бывшая Новая дамба превратилась в остров. К середине 1970-х пролив, отделявший остров от берега, был засыпан.
В 2011-2012 годах поверх бывшей Новой дамбы и некоторых близлежащих волжских островов были сделаны насыпи, которые продолжили полуостров Локомотив. Предполагалось, что эти насыпи в будущем будут соединены в Ново-Адмиралтейскую дамбу, и по ней пройдёт новая платная вылетная западная автомобильная магистраль вдоль северных берегов Волги от Речного порта до Займищенского моста на федеральной автодороге М7 «Волга», однако строительство так и не было завершено. Благодаря удаленности от города заброшенная новая насыпь использовалась в первой половине 2010-х годов как нудистский пляж

## Галерея

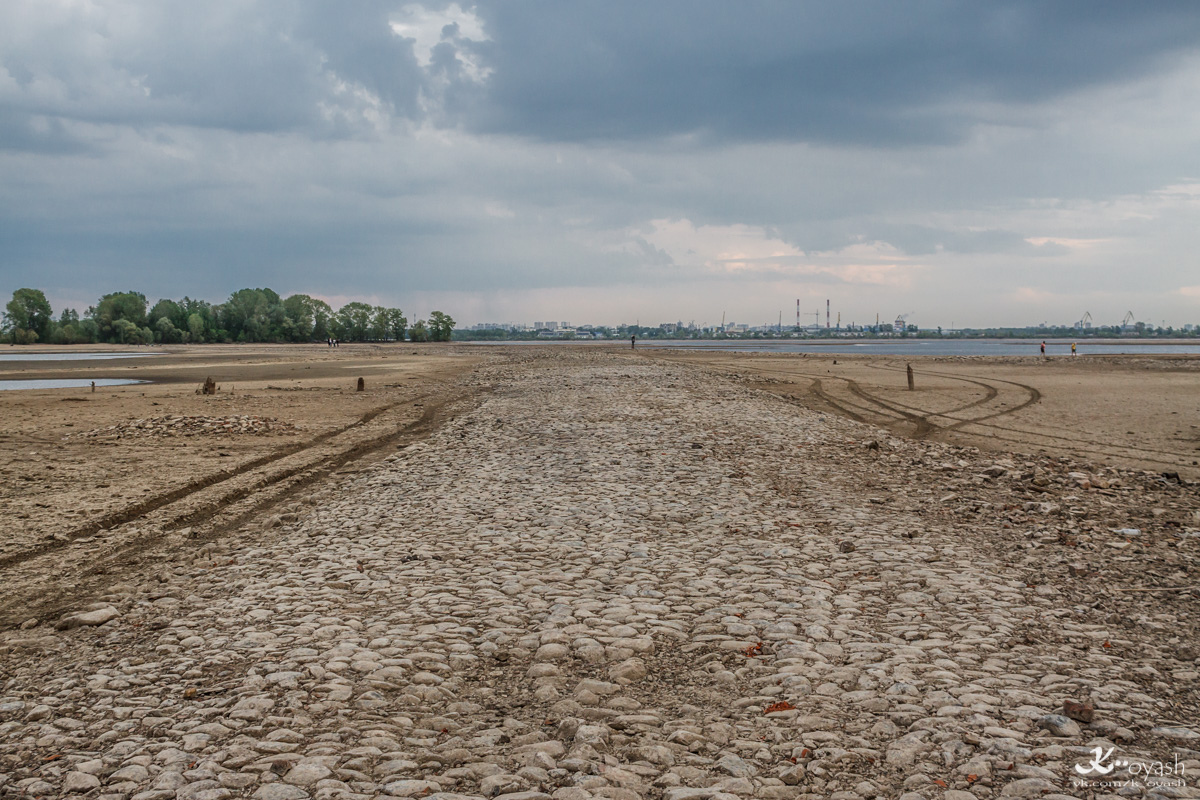
При низком уровне водохранилища дамба вновь оказывается на суше
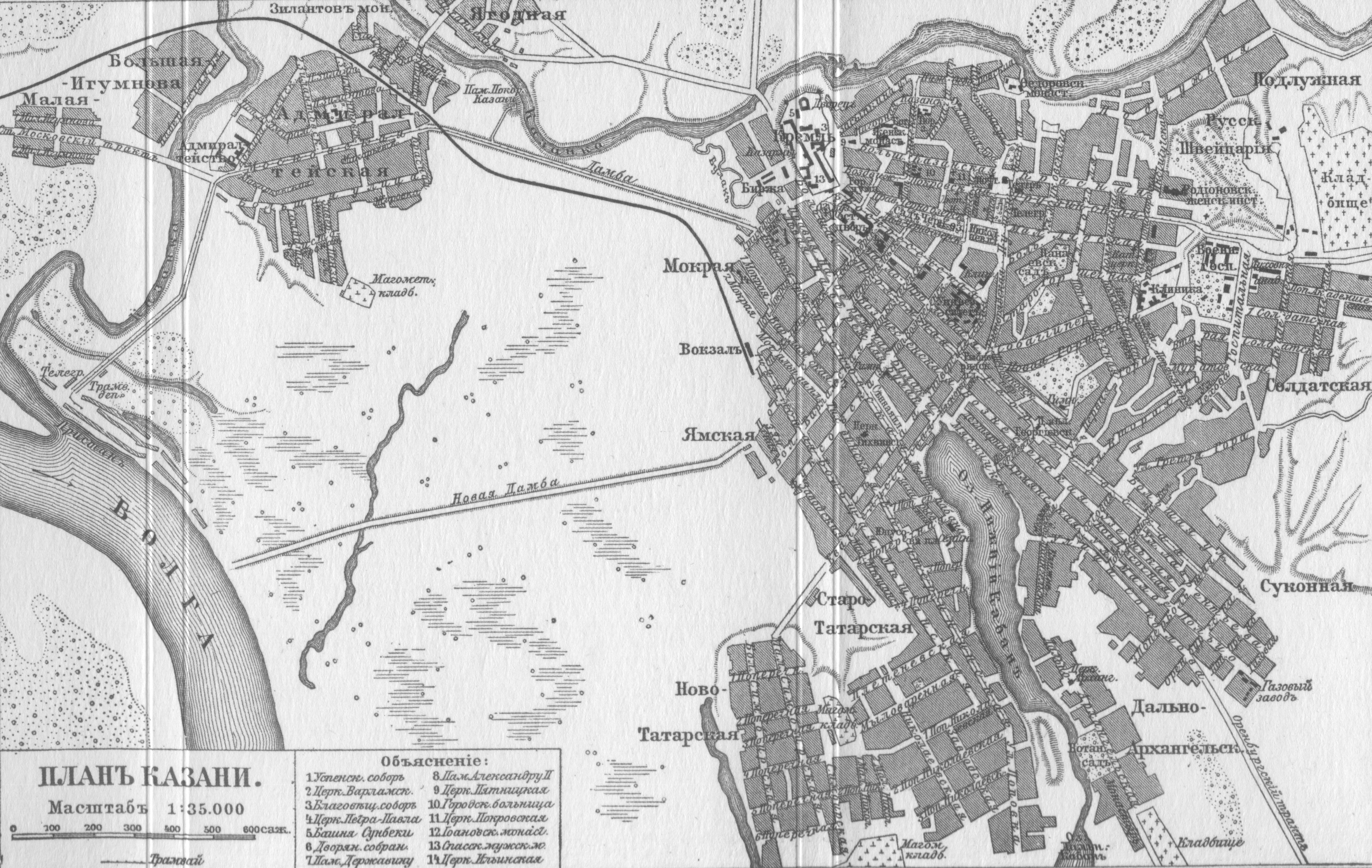
Карта Казани начала XX века — отмечена Новая Дамба и Волга в своем прежнем русле. Дамба к реке проходит от Дальнего Устья по острову Вороний Куст в центр города